# OpenMailBox
OpenMailBox era un servicio de correo electrónico con interfaz web (webmail) similar a Outlook.com, Gmail, Correo Yahoo!, etc., que supuestamente usaba únicamente software libre, aunque el código fuente nunca fue liberado.[cita requerida] Proveía un servicio con acceso IMAP y POP en sus planes de pago, aunque sin publicidad alguna, para lo cual publicaban sus protocolos de configuración en el panel de usuario del sitio web. Utilizaba HTTPS para acceder a la interfaz web y el registro también servía como identificador XMPP.[cita requerida]
Admitía un tamaño máximo de archivos adjuntos de 500 MB por mensaje, aunque su almacenamiento virtual era únicamente de 1 GB, ampliables a demanda; pero al soportar el protocolo POP todos los mensajes podían visualizarse en otro servicio de webmail comercial con mayor capacidad, en un cliente de correo electrónico o incluso descargarse a un disco local.
Al crear una cuenta también se accedía al servicio de alojamiento de archivos (como Dropbox y similares).
Estuvo disponible en francés, inglés, español, italiano, irlandés y polaco.
En teoría ponía especial énfasis en la privacidad de los usuarios, según figuraba en su página web: ”Nuestra solución en línea ofrece correo electrónico gratuito para un amplio público en busca de un servicio de alta calidad inspirado por la filosofía de la libertad y totalmente independiente de todas las grandes compañías de la web. El respeto por la privacidad de los miembros es nuestra prioridad, por lo cual hacemos todo por asegurar los datos que nos son confiados.”
Durante el 2018, el servicio fue intermitente y se reportaron varias fallas. Luego de varios meses sin servicio, OpenMailBox reinició sus actividades, pero volvió a tener intermitencias e inconsistencias, sobre todo con certificados SSL. En noviembre de 2018 explicaron desde su blog que había tenido problemas durante una migración de datos así como hardware.
Desde mayo de 2020, el sitio se mantiene inaccesible y se considera extinto, su fundador Pierre Barre ha convertido su emprendimiento sin fines de lucro en una empresa y la ha vendido, lo que mucha gente considera una estafa ya que OpenMailBox fue creado y sostenido a base de donaciones. 